# Порфирио Диас
Хосе де ла Крус Порфирио Диас Мори (на испански: José de la Cruz Porfirio Díaz Mory) е мексикански офицер и политик, дългогодишен президент на Мексико (1876 – 1880 и 1884 – 1911). Управлението му се свързва с началото на индустриализацията на страната.
Макар че формално запазва част от демократичните процедури и през по-голямата част от управлението си се ползва с популярност, стилът на Диас е силно авторитарен и той остава на власт главно с цената на фалшификация на изборите и преследване на политическите противници.

## Биография
Порфирио Диас е роден през 1830 в Оахака и има смесен микстекско-испански произход. През 1846 постъпва в армията, за да участва във войната срещу Съединените щати. През този период се запознава с Бенито Хуарес, който го изпраща да учи право и Диас завършва през 1853. Скоро той става изявен местен активист на либералната опозиция срещу диктатурата на Антонио Лопес де Санта Ана.
След вземането на властта от Хуарес, Мексико е окупирано от Франция, която прави опит за създаването на Втора Мексиканска империя. По време на войната срещу французите Порфирио Диас печели голяма популарност като военачалник. Той командва кавалерията в известната битка при Пуебла през 1862. Популярността му се запазва и след края на войната.
Още през 1871 Порфирио Диас се обявява срещу управлението на Бенито Хуарес. През 1876 организира неуспешен бунт срещу президента Себастиян Лердо де Техада, принуден е да бяга в Съединените щати, а по-късно през същата година се връща и побеждава правителствените сили. През 1877 е формално избран за президент.
Управлението на Порфирио Диас продължава от 1876 до 1910 с прекъсване през 1880 – 1884, когато президент е посоченият от него кандидат Мануел Гонсалес. Запазвайки фасадна демокрация, Диас създава фактическа диктатура – властта е централизирана за сметка на местните елити, чрез свързани с него хора той контролира парламента и съдилищата, изградена е лоялна към него армия. В същото време той се опитва да не влиза в тежки конфликти, като раздава постове на свои политически противници и лавира между различни социални групи – метиси, креоли, Католическата църква.
През 1908 Порфирио Диас обявява, че възнамерява да се оттегли от властта и ще даде взъможност в президентските избори да участват и други кандидати. В деня на изборите през 1910 основният му съперник Франсиско Мадеро е изпратен в затвора, след което е обявено почти единодушното преизбиране на Диас. Явната фалшификация на изборите предизвиква Мексиканската революция. След първите неуспехи на правителствените войски, през 1911 Диас заминава за Франция, където умира през 1915.